# Vernon Dent
Vernon Dent (San José, California, 16 de febrero de 1895 - Hollywood, California, 5 de noviembre de 1963), fue un actor cómico estadounidense, estrella del cine en la época de oro.
Se inició en el cine junto a Mack Sennett en 1919 y participó en casi 400 películas cortas y de largometraje. Actuó junto a Larry Semon en Golf (1922), donde interpretó el papel de un joven palurdo y despistado, como igualmente en otras de sus intervenciones, pero poco después se especializó en caracterizaciones de straight man u hombre serio, oponente casi siempre del cómico que lo embreta en una situación enojosa.
Fue pareja cinematográfica de Harry Langdon entre 1924 y 1926 y de Billy Bevan entre ese último año y 1928. También intervino al mismo tiempo en varios cortos de diversas empresas, e incluso en largometrajes, como en The Cameraman (1928), junto a Buster Keaton.
Pasó al departamento de cortos (short subjects) de la Columbia Pictures en la década del 30, interviniendo junto a Andy Clyde, Shemp Howard y nuevamente con Harry Langdon en varias películas. Pero su participación más trascendente fue la que tuvo con Los Tres Chiflados a partir del corto Half-Shot Shooters (1936) en donde ni siquiera figuró en el reparto.
De allí hasta 1954 (su última película es Knutzy Knights) intervino en decenas de cortos del famoso trío estadounidense, en las épocas de Curly Howard y Shemp Howard, aunque después de ese año se continuaron reciclando cortos viejos en donde actuaba y se lo puede ver insertado en filmes de la última etapa de Shemp, hasta el último -Guns A-Poppin', de 1957- en la época de Joe Besser. Su figura adusta y corpulenta funcionó de manera muy eficaz durante aquel largo período como contraparte de los Chiflados.
A mediados de los 50 quedó ciego como consecuencia de la diabetes que padecía, y falleció el 5 de noviembre de 1963 a raíz de un ataque al corazón.
- Datos: Q7922109
- Multimedia: Vernon Dent / Q7922109